# Phalanger ornatus
Phalanger ornatus е вид бозайник от семейство Phalangeridae.

## Разпространение
Видът е разпространен в Индонезия.